# Йоун Йоусеп Снайб'єрнссон
Йо́ун Йо́усеп Сна́йб'єрнссон (ісл. Jón Jósep Snæbjörnsson, відоміший як Йо́унсі (ісл. Jónsi); нар. 1 червня 1977 року, Акурейрі, Ісландія) — ісландський співак, представник Ісландії на Євробаченні 2004 і 2012.

## Біографія
Почав музичну кар'єру в 1990-х роках, виступаючи в складі попгурту «Í svörtum fötum». 2004 року представив свою країну на Євробаченні з піснею «Heaven». 11 лютого 2012 року разом з Гретою Салоуме був обраний, щоб вдруге представити свою країну на пісенному конкурсі «Євробачення», який пройде в Баку, з композицією «Mundu eftir mér». У фіналі дует посів двадцяте місце.